# 布雷迪·埃利森
布雷迪·埃利森（英語：Brady Ellison；1988年10月27日—），在美国亚利桑那出生，是一名美国男子射箭运动员。曾参加2008年、2012年、2016年和2020年四届奥运，共收获两枚团体银牌和一枚个人铜牌。